# Comuna Teslui, Olt
Teslui este o comună în județul Olt, Muntenia, România, formată din satele Cherleștii din Deal, Cherleștii Moșteni, Comănița, Corbu, Deleni, Schitu Deleni și Teslui (reședința).

## Demografie
Componența etnică a comunei Teslui
     Români (96,14%)
     Alte etnii (3,86%)
Componența confesională a comunei Teslui
     Ortodocși (93,49%)
     Adventiști (2,29%)
     Alte religii (0,16%)
     Necunoscută (4,06%)
Conform recensământului efectuat în 2021, populația comunei Teslui se ridică la 2.490 de locuitori, în scădere față de recensământul anterior din 2011, când fuseseră înregistrați 2.737 de locuitori. Majoritatea locuitorilor sunt români (96,14%). Din punct de vedere confesional, majoritatea locuitorilor sunt ortodocși (93,49%), cu o minoritate de adventiști (2,29%), iar pentru 4,06% nu se cunoaște apartenența confesională.

## Politică și administrație
Comuna Teslui este administrată de un primar și un consiliu local compus din 11 consilieri. Primarul, Mihăiță Lăzărescu[*], de la Partidul Social Democrat, este în funcție din 2012. Începând cu alegerile locale din 2024, consiliul local are următoarea componență pe partide politice:
|  | Partid                    | Consilieri | Componența Consiliului | Componența Consiliului | Componența Consiliului | Componența Consiliului | Componența Consiliului | Componența Consiliului |
|  | ------------------------- | ---------- | ---------------------- | ---------------------- | ---------------------- | ---------------------- | ---------------------- | ---------------------- |
|  | Partidul Social Democrat  | 6          |                        |                        |                        |                        |                        |                        |
|  | Partidul Național Liberal | 4          |                        |                        |                        |                        |                        |                        |
|  | Partidul Puterii Umaniste | 1          |                        |                        |                        |                        |                        |                        |